# Nina Siemaszko
Nina Siemaszko (* 14. Juli 1970 in Chicago, Illinois als Antonina Jadwiga Siemaszko) ist eine US-amerikanische Schauspielerin.

## Leben
Der Vater von Siemaszko war ein Pole, der während des Zweiten Weltkriegs im KZ Sachsenhausen inhaftiert war und später in die USA ausreiste. Der Schauspieler Casey Siemaszko ist ihr Bruder. Nina Siemaszko studierte am St. Ignatius College, wo sie relegiert und später wiederaufgenommen wurde. Später studierte sie wie ihr Bruder an der Goodman School of Drama der Chicagoer DePaul University.
Siemaszko debütierte in der Komödie One More Saturday Night (1986). In der Actionkomödie Daddy’s Cadillac (1988) spielte sie an der Seite von Carol Kane und Heather Graham. Im Filmdrama Wilde Orchidee II übernahm sie neben Tom Skerritt eine der Hauptrollen. In der Komödie Agenten leben einsam (1992) spielte sie neben Roger Moore eine der größeren Rollen, in der Komödie Suicide Kings (1997) spielte sie eine größere Rolle an der Seite von Christopher Walken, in der Komödie A Carol Christmas (2003) spielte sie neben Tori Spelling. Siemaszko trat in den Jahren 2001 bis 2006 in einigen Folgen der Fernsehserie The West Wing – Im Zentrum der Macht auf. In den Fernsehfilmen der Reihe Mystery Woman spielte sie die Rolle der Staatsanwältin Cassandra Hillman.

## Filmografie (Auswahl)
- 1986: One More Saturday Night
- 1988: Daddy’s Cadillac (License to Drive)
- 1988: Tucker (Tucker: The Man and His Dream)
- 1989: Weg in die Wildnis (Lonesome Dove, Fernsehvierteiler, 2 Folgen)
- 1989: Roadhome (Lost Angels)
- 1990: An Enemy of the People (Fernsehfilm)
- 1991: Wilde Orchidee II (Wild Orchid II: Two Shades of Blue)
- 1991: Agenten leben einsam (Bed & Breakfast)
- 1993: Geschichten aus der Gruft (Tales from the Crypt, Fernsehserie, 1 Folge)
- 1993: Streets of New York (The Saint of Fort Washington)
- 1994: Airheads
- 1995: Die Macht der Gewalt (Power of Attorney)
- 1995: Hallo, Mr. President (The American President)
- 1997: Suicide Kings
- 1997: Deadly Speed – Todesrennen auf dem Highway (Runaway Car)
- 1998: Goodbye Lover
- 1999: Der große Mackenzie (The Big Tease)
- 1999: Jakob der Lügner (Jakob the Liar)
- 2000: Ein dunkler Geist (The Darkling)
- 2001–2006: The West Wing – Im Zentrum der Macht (The West Wing, Fernsehserie, 9 Folgen)
- 2003: Carol und die Weihnachtsgeister (A Carol Christmas)
- 2005: Mystery Woman: Mystery Weekend
- 2005: Mystery Woman: Snapshot
- 2005: Mystery Woman: Sing Me a Murder
- 2005: Mystery Woman: Vision of a Murder
- 2005: Mystery Woman: Game Time
- 2006: Mystery Woman: At First Sight
- 2006: Mystery Woman: Wild West Mystery
- 2006: Mystery Woman: Oh Baby
- 2006: Mystery Woman: Redemption
- 2008: Molly Hartley – Die Tochter des Satans (The Haunting of Molly Hartley)
- 2009: Grey’s Anatomy (Fernsehserie, Folge 5x21)
- 2013: The Bling Ring